# بريان ستين نيلسن
بريان ستين نيلسن (بالدنماركية: Brian Steen Nielsen)‏ ولد 28 ديسمبر 1968 في فايله، هو لاعب كرة قدم دانماركي سابق كان يلعب كلاعب وسط. سبق له أن لعب في كأس العالم لكرة القدم مع منتخب بلاده.

## المسيرة الاحترافية

### أندية لعب لها
- نادي أودنسه
- نادي فنربخشة
- أوراوا رد دايموندز
- نادي مالمو
- آرهوس جمناستيك فورينينغ

## روابط خارجية
- بريان ستين نيلسن على موقع الاتحاد الدولي (مؤرشف)  (الإنجليزية)
- بريان ستين نيلسن على موقع الاتحاد الأوربي (الإنجليزية)
- بريان ستين نيلسن على موقع اتحاد تركيا (لاعب) (الإنجليزية)
- بريان ستين نيلسن على موقع رابطة كرة القدم اليابانية للمحترفين (اليابانية)
- بريان ستين نيلسن على موقع قاعدة بيانات كرة القدم.إي يو (الإنجليزية)
- بريان ستين نيلسن على موقع ناشيونال فوتبول تيمز (الإنجليزية)
- بريان ستين نيلسن على موقع Soccerway.com (الإنجليزية)
- بريان ستين نيلسن على موقع عالم كرة القدم.نت (الإنجليزية)